# Cleveland, Illinois
Cleveland är en by (village) i Henry County i delstaten Illinois. Cleveland hade 188 invånare enligt 2010 års folkräkning. År 2014 uppskattades ortens invånarantal till 186.